# Larçay
Larçay é uma comuna francesa na região administrativa do Centro, no departamento Indre-et-Loire. Estende-se por uma área de 11,22 km². Em 2010 a comuna tinha 2 526 habitantes (densidade: 225,1 hab./km²).